# Panteó de la família Berenguer
El Panteó de la família Berenguer és una obra d'Artés (Bages) inclosa a l'Inventari del Patrimoni Arquitectònic de Catalunya.

## Història
El sarcòfag recull les restes de Josep Berenguer i Vilarasau (1815-1895), descendent d'una família de paraires, va fundar la fàbrica de cal Berenguer d'Artés, única al municipi en aquell moment. En el seu testament deia que si moria a Artés volia que la fàbrica parés fins al migdia i tots els treballadors que anessin a l'enterrament rebessin una pesseta i els altres assistents mitja pesseta.
Mort el 10 de setembre de 1895, el sarcòfag de pedra sembla que data del moment de la seva mort, però l'estructura que l'acull és una mica posterior i dataria de principi del segle xx, moment en què es traslladà el cementiri als afores de la població (1906).

## Descripció
Es tracta d'un sarcòfag treballat en pedra calcària, amb decoracions florals a la tapa i a la part frontal i amb dues argolles de metall.
El sarcòfag queda immers en una construcció bovejada, en forma d'ou, amb l'estructura de pedra (gresos) i amb una gran obertura a la part frontal i dues finestres a la part del darrere. L'obertura frontal, les finestres i tot el voltant del panteó (reixa) estan decorats amb uns excel·lents treballs en ferro forjat, on predominen els motius florals, alguns animals (cargols) i altres. Al cim hi figura una creu envoltada d'una liana, les arrels de la qual davallen per la cúpula del panteó.